# Seleção Húngara de Polo Aquático Masculino
A Seleção Húngara de Polo Aquático Masculino representa a Hungria em competições internacionais de polo aquático. É a seleção mais bem sucedida da modalidade (entre os homens) contando com mais de 25 títulos conquistados, entre eles, 9 títulos olímpicos e 3 títulos mundiais.

## Títulos
- Jogos Olímpicos (9): 1932, 1936, 1952, 1956, 1964, 1976, 2000, 2004 e 2008
- Campeonato Mundial (3): 1973, 2003 e 2013
- Liga Mundial de Polo Aquático (2): 2003 e 2004
- Campeonato Europeu (12): 1926, 1927, 1931, 1934, 1938, 1954, 1958, 1962, 1974, 1977, 1997 e 1999

## Ver Também
- Banho de sangue de Melbourne
- Seleção Húngara de Polo Aquático Feminino

## Ligações Externas
- Sitio Oficial (em húngaro)